# Zilil
Zilil (mais tarde chamada Arzila) foi uma antiga cidade do Reino da Mauritânia, situada na porção ocidental, onde futuramente tornar-se-ia a província romana da Mauritânia Tingitana. Ela já havia sido fenícia e mauritânia desde o século IV a.C.. Foi destruída entre 33 e 27/25 a.C. pelo imperador Augusto (r. 27 a.C.–14 d.C.) e em seu lugar foi construída a colônia de Júlia Constância Zilil (em latim: Iulia Constantia Zilil), oficialmente chamada Colônia Augusta Júlia Constância Zilil. Foi uma importante estação no Itinerário de Antonino, situada a aproximados 40 km a sudoeste de Tânger e 13 km a noroeste de Arzila, próximo da atual vila de Dshar Jdid.
Na segunda metade do século II, a cidade foi cercada por um recinto. Ela parece ter sido destruída entre 238 e o século IV, e reconstruída entre 355-360. Compreendeu distritos residenciais, um grande templo, uma unidade termal e uma cisterna com quatro compartimentos, abastecida com um aqueduto parcial subterrâneo, construído após o reinado de Adriano (r. 117–138). Uma igreja paleocristã de três naves, equipada com um batistério e vários anexos perto do portão oeste do recinto, foi construída no assentamento. É o único monumento desse tipo na Mauritânia Tingitana e indica a cristianização da região.
Fora da cidade, num declive suave em frente ao portão oeste do recinto, há um edifício circular voltado para norte-sul, que foi interpretado como um anfiteatro. Segundo Aomar Akerraz, pode remontar ao século II. Embora não esteja bem preservado, seus vestígios desenham um círculo de quase 40 metros de diâmetro com uma abertura de 25 metros, que corresponde ao espaço entre as extremidades das duas seções de paredes visíveis, provavelmente as paredes de contenção. Várias pedras grandes encontradas na encosta norte do monumento deviam formar as arquibancadas encostadas na colina.